# Casa Martí Verdú Escarrà
Casa Martí Verdú Escarrà és una obra de Tarragona protegida com a Bé Cultural d'Interès Local.

## Descripció
Edifici d'habitatges entre mitgeres amb planta baixa, i tres pisos construït al 1871 per Martí Verdú Escarrà sota la direcció de Magí Tomás Secall. Ocupa una parcel·la que permet col·locar tres, obertures per pis a la façana. Es busca establir una ordenació jeràrquica a l'edifici pel tipus de balcó i trencaaigües més refinat al principal. Les façanes són simètriques i tota la decoració es concentra en el tipus d'arrebossat imitant pedra escairada i els esgrafiats a l'altura dels respiralls de forma rectangular. Les obertures dels baixos són arcs escarsers de pedra escairada, el central de més petites proporcions. Els balcons amb marc i llosana de pedra, amb balustres de forja.
El tractament del ferro forjat és molt acurat. L'acabament de l'edifici ve també donat per un frontó amb balustres de terra cuita. La planta baixa ha estat transformada.
Tot l'interès de la construcció rau en la decoració historicista, en la disposició acadèmica dels balcons, en l'arrebossat de la façana, en el treball de la forja, en els elements decoratius i en la disposició harmònica amb la resta d'alçats.